# Euproctis limonea
Euproctis limonea är en fjärilsart som beskrevs av Butler 1882. Euproctis limonea ingår i släktet Euproctis och familjen tofsspinnare. Inga underarter finns listade i Catalogue of Life.